# Васил Терзиев
 Тази статия е за българския бизнесмен и политик.  За партизанина вижте Васил Терзиев (генерал).  
Васил Александров Терзиев е български бизнесмен и инвеститор в технологични компании, съосновател на софтуерната компания „Телерик“. На 6 ноември 2023 г. Терзиев печели кметските избори и е избран за кмет на София.

## Биография

### Произход, ранни години и образование
Васил Терзиев е български политик, предприемач, инвеститор и филантроп. Роден на 9 юни 1978 г. Баща му Александър Терзиев е офицер от Първо главно управление на Държавна сигурност. Дядо му, на когото е кръстен, е Васил Терзиев, който е комунистически партизанин, генерал от Държавна сигурност и дългогодишен началник на нейното Трето управление (военно контраразузнаване). Майка му – Иглика Цекова-Терзиева е офицер в Шести отдел на Първо главно управление на ДС. Родът му произхожда от село Габрово в Западна Тракия, разположено днес на територията на дем Ксанти в Гърция.
След като е поставен въпросът за родството му с Петър Младенов, Терзиев обяснява, че последният е братовчед на дядо му, но той самият никога не го е срещал лично.
Васил завършва Първа английска езикова гимназия в София от 1992 до 1996 г., след което през 2001 г. завършва Американския университет в България със специалност „Бизнес администрация“.

### „Телерик“
През 2002 г. Терзиев заедно със Светозар Георгиев, Бойко Яръмов и Христо Косев започва да се занимава с разработка на софтуер. Първоначално те са служители на „Кимкооп Трейдинг“, предприятие, ръководено от бащата на Светозар Георгиев, в което съдружници са няколко бивши служители на Държавна сигурност. През 2005 година софтуерната дейност на „Кимкооп Трейдинг“ е обособена в самостоятелно предприятие – „Телерик“ АД, като Терзиев и Георгиев стават негови изпълнителни директори.
В първите си месеци „Телерик“ се занимава с разработка на уебсайтове, но скоро се ориентира към създаване на собствени софтуерни продукти и компоненти. С нарастването на продажбите на американския пазар „Телерик“ привлича вниманието на инвестиционната фирма „Съмит Партнърс“, която през 2008 година инвестира в компанията и съдейства за подобряването на нейното управление. Дейността на „Телерик“ бързо се разраства, включително чрез придобивания в Европа и Северна Америка, и през 2013 година има 800 служители и 15 офиса в различни страни по света.
През 2009 г. „Телерик“ създава „Телерик Академия“, център за специализирано обучение на софтуерни специалисти, който през следващите години играе важна роля за софтуерния сектор в България. Терзиев е съосновател на академията, както и на бизнес инкубатора „Кампус Екс“ (Campus X), който цели да създаде благоприятна среда за стартиращи компании.
След няколкогодишен период на бърз растеж на продажбите от около 20% годишно през октомври 2014 година основателите на „Телерик“ продават предприятието на американската софтуерна компания „Прогрес Софтуер“, като обявената стойност на сделката е 262,5 милиона щатски долара. Това е най-голямата подобна сделка в българския технологичен бизнес към 2014 г. По това време основните продукти на „Телерик“ са комплект с инструменти за платформата Microsoft .NET Framework, собствена платформа за разработка на мобилни приложения и системата за управление на съдържанието Sitefinity. Основателите на „Телерик“, вкл. Терзиев, остават в управлението на компанията за преходен период.

### След продажбата на „Телерик“
След напускането на „Телерик“ Терзиев се фокусира върху консултиране и инвестиции на български стартъп предприятия чрез фонда за рисков капитал Eleven Ventures и базираната в Сан Франциско организация Bulgaria Innovation Hub, както и образователни дейности чрез фондацията „Телерик Академия“. Васил Терзиев е инвеститор в над 100 стартиращи технологични и иновативни компании. Участва активно и в глобалната стартъп екосистема, като е част от борда на директорите на Endeavour Bulgaria, американската MacStadium и Payhawk. През май 2023 г. той се оттегля от позицията си на партньор Eleven Ventures, за да се отдаде на политическа дейност.

### Обществена дейност и филантропия
Терзиев подкрепя множество благотворителни инициативи в областта на здравеопазването, образованието, спорта, социалното подпомагане, оказване на помощ при бедствия и много други. Осигурява стипендии на студенти да обучение в чужбина и подкрепя редица институции в областта на образованието като Сдружение „Тук-Там“, „Заедно в час“ Фондация „Телерик Академия“ и др.
Като кмет на Столичната община, Васил Терзиев дарява всеки месец заплатата си за благотворителни инициативи.
Терзиев е бил член на управителния съвет на образователната организация „Заедно в час“, както и на Американския университет в България.

### Награди
Васил Терзиев е носител на множество награди за принос към обществото и бизнеса:
- Награда за индустриален мениджмънт „Атанас Буров“ (2015)[15]
- „Христо и Евлоги Георгиеви“ (2016)[16]
- „Сделка на годината“ на българското Министерство на икономиката (2014)
- „Екосистемен герой на годината“ от BESCO (2020)
- „Най-щедър индивидуален дарител“ от SOS Kinderdorf (2017)
- „Топ донор“ от „Тук-Там“ (2021)

### Политическа кариера
На 27 юни 2023 г. коалиция „Продължаваме промяната – Демократична България“ и „Спаси София“ издигат заедно кандидатурата на Терзиев за кмет на София за кметските избори през октомври. На първи тур Терзиев получава 31.80% подкрепа срещу 21.59% за Ваня Григорова, синдикалистка и кандидат на БСП, в резултат на което двамата отиват на балотаж.
На 5 ноември 2023 г. за Терзиев гласуват 175 044 души или 48.20%, докато за Григорова дават гласа си 170 258 души, или 46.89%. Терзиев встъпва в длъжност като кмет на София на 13 ноември 2023 г. На 22.04.2025  лидерът на "Спаси София", Борис Бонев оттегля подкрепата си за Васил Терзиев.  Според него Терзиев не спазва предизборните обещания дадени при съставяне на коалицията ПП-ДБ-СС, а освен това на Терзиев му липсват визия и смелост. Конкретен повод за критиките му срещу Васил Терзиев става конкурсът за главен архитект. Бонев не одобрява избрания кандидат - арх. Богдана Панайотова и твърди, че тя има връзки с олигарха Делян Пеевски.  В отговор  Терзиев  декларира, че "София не се променя с думи и пресконференции"  и че гражданите очакват не конфликти, политически демонстрации и популизъм, а дела.

## Личен живот
Васил Терзиев е женен, има две деца.

### Цитирани източници
- "Прогрес Софтуер" ЕАД. Основни обстоятелства //  portal.registryagency.bg.   Агенция по вписванията, 2023. Посетен на 2023-07-04.
- Васил Терзиев: Ако днес получиш, утре ще трябва да върнеш //  us4bg.org.   Америка за България, 2021. Посетен на 2023-07-05.
- "Голямо престъпление". Васил Терзиев се разграничи от миналото на свои роднини в Държавна сигурност //  svobodnaevropa.bg.   Свободна Европа, 2023-06-28. Посетен на 2023-07-03.
- Кой е Васил Терзиев, кандидатът за кмет на София от ПП, ДБ и „Спаси София“? //  btvnovinite.bg.   btvnovinite.bg, 2023. Посетен на 2023-07-03.
- Mapping the Sofia Tech Sector (PDF) //  endeavor.org.   Endeavor, 2022. Посетен на 2023-07-06.
- Miller, Ron. Progress Software Buys Telerik for $262.5M As Buying Spree Continues //  techcrunch.com.   Yahoo, 2014. Посетен на 2023-07-04. (на английски)